# David Alexander Wolf
David Alexander Wolf (* 23. August 1956 in Indianapolis, Bundesstaat Indiana, USA) ist ein ehemaliger US-amerikanischer Astronaut.
Wolf erhielt 1978 einen Bachelor in Elektrotechnik von der Purdue University und 1982 einen Doktor in Medizin von der Indiana University. Sein medizinisches Praktikum absolvierte er 1983 am Methodist Hospital in Indianapolis und anschließend bei der Grundausbildung zum Fliegerarzt auf der Brooks Air Force Base in San Antonio (Texas).
Wolf kam 1983 zur Medical Sciences Division am Johnson Space Center in Houston.

## Astronautentätigkeit
Im Januar 1990 wurde Wolf als Astronautenanwärter von der NASA ausgewählt. Nach seiner Ausbildung zum Missionsspezialisten arbeitete er an der Wartung der Space Shuttles am Kennedy Space Center und als Verbindungssprecher im Kontrollzentrum. Außerdem trainierte er für seinen Langzeitaufenthalt auf der Raumstation Mir am Juri-Gagarin-Kosmonautentrainingszentrum im Sternenstädtchen bei Moskau. Später arbeitete er als Leiter der Abteilung für Außenbordeinsätze des Astronautenbüros. Wolf verließ die NASA im Dezember 2012.

### STS-58
Am 18. Oktober 1993 startete Wolf, der von seinen Kollegen „Bluto“ genannt wird, als Missionsspezialist mit dem Space Shuttle Columbia zu seinem ersten Raumflug. Es handelte sich dabei um die Spacelab-Mission SLS-2 und diente der Erforschung der Auswirkungen der Schwerelosigkeit auf den menschlichen Körper.

### Mir-Aufenthalt
Am 26. September 1997 flog er mit der Raumfähre Atlantis (STS-86) für einen viermonatigen Langzeitaufenthalt zur Raumstation Mir. Während dieser Zeit arbeitete die Crew unter anderem an der Reparatur des beschädigten Spektr-Moduls, welches im Juni 1997 von einem unbemannten Progress-Transporter gerammt wurde. Dabei unternahm Wolf am 14. Januar 1998 seinen ersten Außenbordeinsatz, um die Mir von außen zu inspizieren. Mit der Raumfähre Endeavour (STS-89) landete er am 31. Januar 1998 wieder am Kennedy Space Center.

### STS-112
Am 7. Oktober 2002 flog er als Missionsspezialist mit dem Space Shuttle Atlantis zur Internationalen Raumstation (ISS). Dabei wurde die 390 Millionen Dollar teure und 14 Tonnen schwere Gitterkonstruktion S1 zur Internationalen Raumstation (ISS) gebracht. Wolf und sein Kollege Sellers montierten bei drei Außenbordeinsätzen (EVAs) das Gitterelement.

### STS-127
Im Februar 2008 wurde Wolf zu seinem vierten Raumflug zugeteilt. Unter dem Kommando von Mark Polansky nahm er an der Mission STS-127 teil, bei der japanische Module zur ISS gebracht wurden. Der Start erfolgte am 15. Juli 2009, die Landung am 31. Juli 2009. Wolf führte dabei drei Weltraumausstiege durch.